# Lasioglossum versatum
Lasioglossum versatum là một loài Hymenoptera trong họ Halictidae. Loài này được Robertson mô tả khoa học năm 1902.

## Hình ảnh

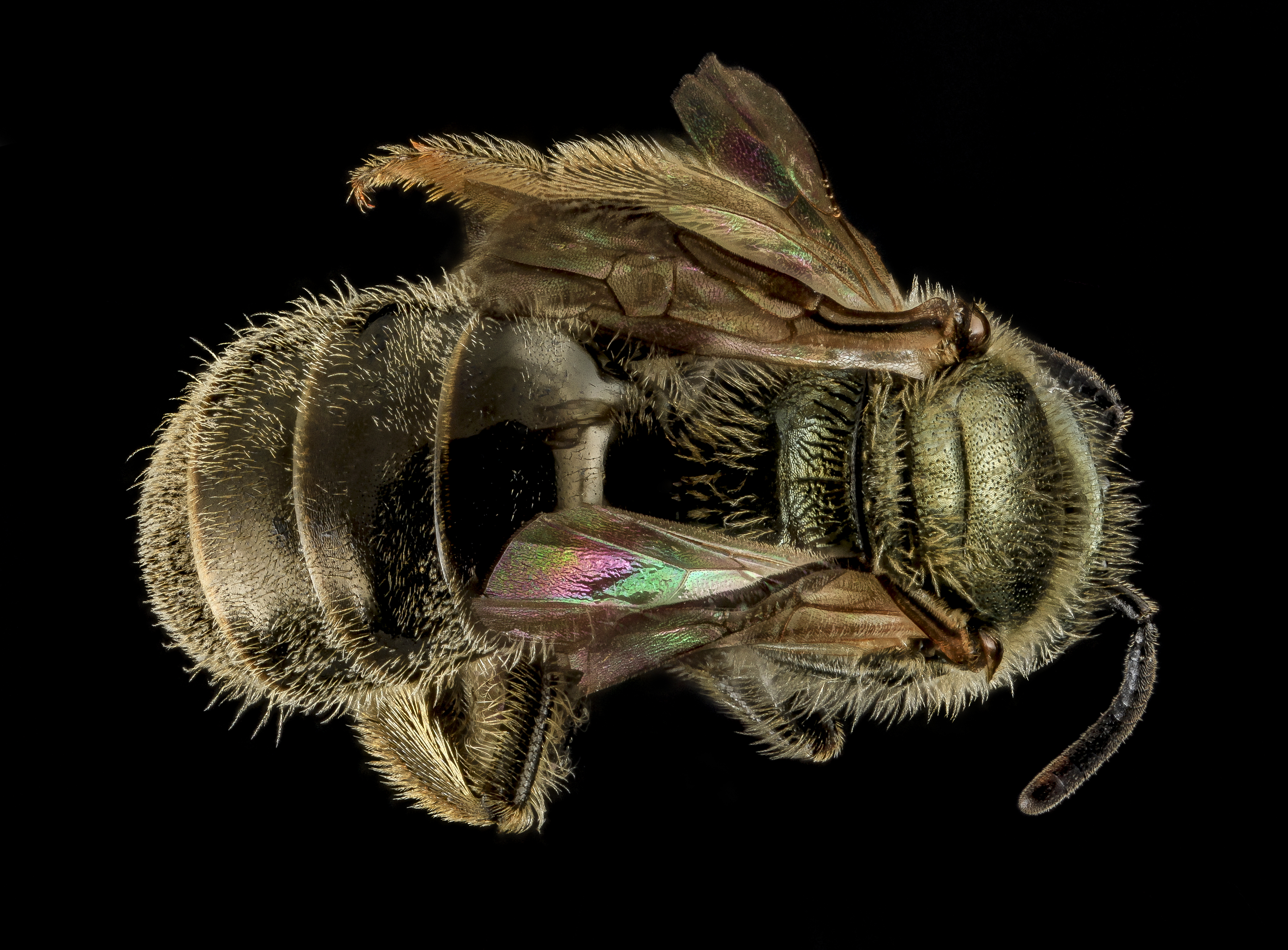
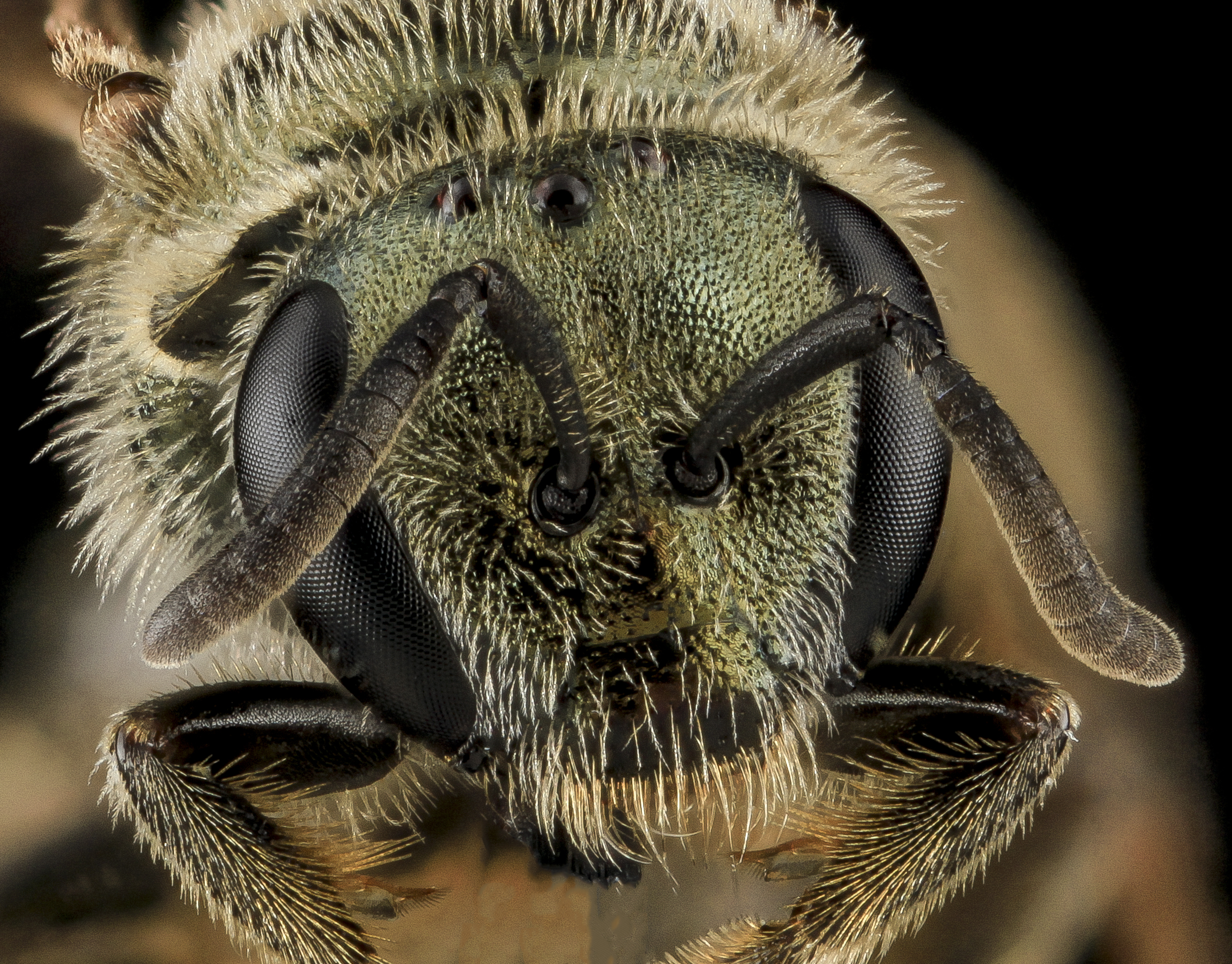